# کلیسای ماکسنتیوس
کلیسای ماکسنتیوس (ایتالیایی: Basilica di Massenzio) گاهی به عنوان بازیلیکا نوا - به معنای «بازیلیکای جدید» - یا بازیلیکای ماکسنتیوس شناخته می‌شود، یک ساختمان باستانی در فروم رم، رم، ایتالیا است. این بزرگ‌ترین ساختمان فروم و آخرین بازیلیکای رومی ساخته شده در شهر بود.
ساخت و ساز در ضلع شمالی فروم تحت فرمان امپراتور ماکسنتیوس در سال ۳۰۸ پس از میلاد آغاز شد و در سال ۳۱۲ توسط کنستانتین بزرگ به پایان رسید.